# 와지엔키 공원

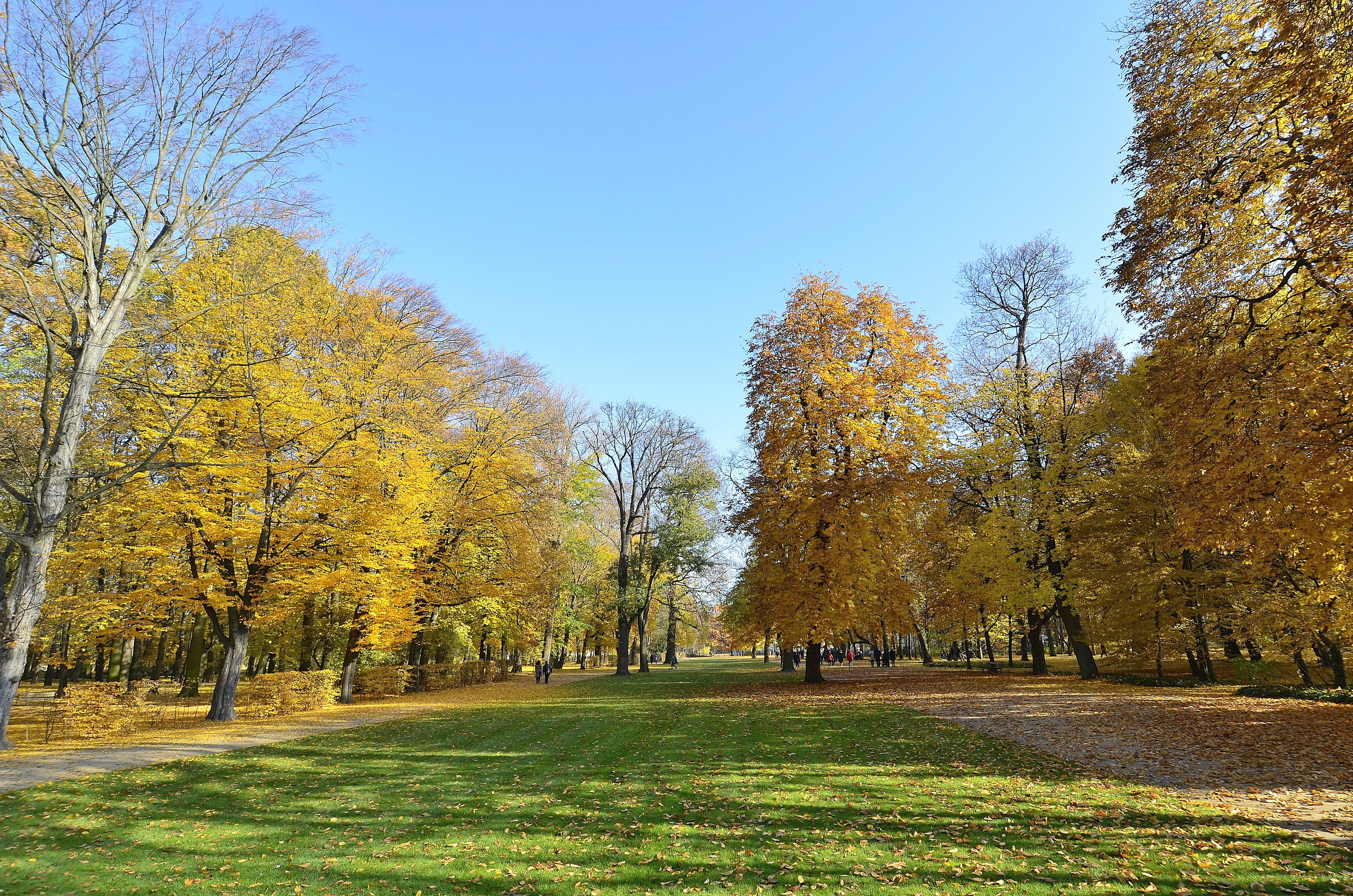
와지엔키 공원

와지엔키 공원(폴란드어: Łazienki Królewskie)은 폴란드 바르샤바에 있는 공원이다. 바르샤바에서 가장 큰 공원이다. 도심의 76 헥타르를 차지하고 있다. 바르샤바 왕궁과 남쪽의 빌라누프궁을 연결하는 왕의 길의 일부다.
16세기 중반, 라지엔키 지역은 이탈리아 정원이 있는 목조 저택 건설을 명령한 보나 스포르차 여왕의 영지가 되었다. 1624년, 지그문트 3세 바사 국왕은 현재 라지엔키 공원 북쪽에 4면의 돌로 지어진 우야즈도프스키성을 세웠다. 라지엔키 공원 건물의 대부분은 원래 17세기에 틸만 반 가메렌이 군사 지휘관 스타니스와프 헤라클리우스 루보미르스키를 위해 바로크 양식으로 설계한 것으로, 정원의 이름을 딴 화려한 목욕 파빌리온도 포함되었다. 1764년, 스타니스와프 2세 아우구스트 국왕은 우야즈도프스키성을 소유하고 정원을 광범위하게 개조했다. 1918년 폴란드가 독립한 후, 라지엔키는 공식적으로 공원으로 지정되었다.
공원의 동식물에는 9,500그루가 넘는 나무와 공작새, 붉은 다람쥐가 있다. 역사적인 궁전이자 현재 폴란드 대통령의 공식 거주지 중 하나인 벨베데르는 공원의 남쪽에 접해 있다.